# Jeanneke Pis
Jeanneke Pis er en ca. 50 cm høj limstensstatue og springvand, der er skabt som et kvindeligt modstykke til byen  Bruxelles' berømte vartegn, Manneken Pis, der siden 1619 har stået på et hjørne af byens mest prominente torv,  Grand-Place.

Statuen forestiller en lille nøgen pige, der glad sidder på hug og tisser. Hun er en af i alt tre  tissende figurer i byen, Manneken Pis, Jeanneke Pis og Zinneke Pis, sidstnævnte uden springvand. Jeanneke Pis fungerer som ønskebrønd, og de indkomne mønter går til kræftforskning.
Jeanneke Pis blev til i 1985 på initiativ af den nu afdøde restaurationsejer Denis-Adrien Debouvrie. I 1987 blev den opstillet i en lille gyde, l'Impasse de la Fidélité, mellem nr. 10 og 12 ved Delirium Café. Om natten er skulpturen beskyttet af et gitter.
Grundet de belgiske copyright-regler er det ikke muligt på wikipedia at vise et billede af figuren, det vil blive betragtet som et forsøg på at plagiere værket. Der er imidlertid mange billeder af hende på f.eks. flicker.com.